# Dasyvalgus stictopygus
Dasyvalgus stictopygus är en skalbaggsart som beskrevs av Raffaello Gestro 1891. Dasyvalgus stictopygus ingår i släktet Dasyvalgus och familjen Cetoniidae. Inga underarter finns listade i Catalogue of Life.